# Michel Angelo Potenza
Michel Angelo Potenza (1723 – 13. marts 1800 i København) var en italiensk sanglærer der virkede i København fra 1768 og blev den første syngemester ved den syngeskole der blev oprettet i 1773.
Potenza kom til København 1768 som tenorsanger ved et i Italien af kapelmester Paolo Scalabrini engageret operaselskab og gjorde lykke i de komiske operaer af Piccinni, Guglielmi og andre, som opførtes dette og de nærmest følgende år, først under Scalabrinis, dernæst under Giuseppe Sartis ledelse. 
Niels Krog Bredal fremhæver hans "ypperlige Methode", og det var vel hensynet til denne, der bevirkede at Potenza ved oprettelsen af den danske syngeskole i 1773 blev antaget til at forestå uddannelsen af elevernes stemmer. 
Han lagde fortrinlig vægt på tonedannelsen og den naturlige, udtryksfulde sang, hvorimod det bebrejdedes ham, at han forsømte det mere bravourmæssige. Skønt han ikke var nogen særlig god lærer, lykkedes det ham dog i forholdsvis kort tid at tilvejebringe et dansk syngespilpersonale, der ikke blot var brugbart, men talte virkelig fortræffelige kræfter i sin midte, så at man i 1778 kunne afskaffe den italienske opera. 
Han var almindelig afholdt og bevarede en usvækket interesse for sin kunst, indtil døden ramte ham på teatret under opførelsen af Vinhøsten 13. marts 1800. Potenza, der blev 77 år gammel, havde i 1780 fået rang som kancelliråd. En datter af ham, Anna Potenza, sang i den italienske opera i København 1777-78.